# Tu-155 (航空機)

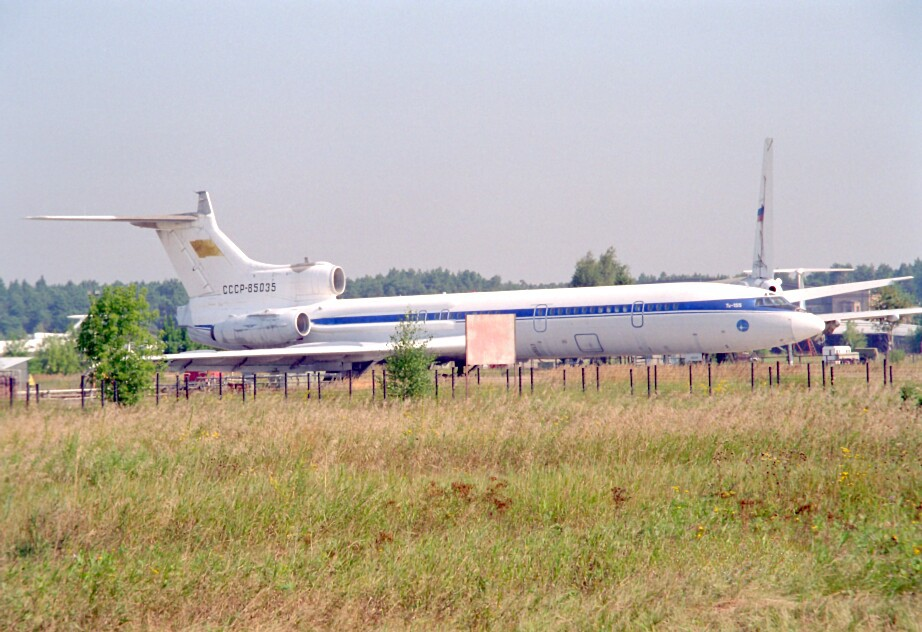
Tu-155の画像（2001年撮影）

Tu-155(ツポレフ155；ロシア語:Ту-155トゥー・ストー・ピヂスャート・ピャーチ)は、ツポレフ設計局が石油系燃料に代わる代替燃料を動力とすることを目的に開発した試験機である。機体はツポレフの3発ジェット旅客機であるTu-154を改修したもので1988年4月15日に初飛行した。

## 機体の特色
中央第二エンジンを液体水素もしくは液化天然ガスを燃料とするサマーラNK-88に換装したものであるが、両側のエンジンは通常のジェット燃料を使用する従来型であった。そのためエンジンの試験用機体の性格が強かったが、翌年の1989年には試験が打ち切られた。
2019年現在、モスクワのジュコーフスキー空港に保管されており、MAKS開催時に公開展示されている。